# Physoptera vesiculata
Physoptera vesiculata är en tvåvingeart som först beskrevs av Borgmeier 1925.  Physoptera vesiculata ingår i släktet Physoptera och familjen puckelflugor. Inga underarter finns listade i Catalogue of Life.